# Fenacetyna
Fenacetyna (łac. phenacetinum) – organiczny związek chemiczny, pochodna p-aminofenolu. Jest jednym z najstarszych związków chemicznych stosowanych jako środek przeciwbólowy, bo już od 1887 r.
Podstawowe skutki uboczne to:
- methemoglobinemia[8],
- uszkodzenie nerek i wątroby[8],
- hemoliza krwinek[8],
- reakcje uczuleniowe, rumień[9],
- możliwe działanie rakotwórcze[10][11].

## Dostępność
Była składnikiem tabletek od bólu głowy „z krzyżykiem” (zawierających też kwas acetylosalicylowy i kofeinę) i środka przeciwko objawom przeziębienia, Cofedonu (zawierającego też aminofenazon, fenobarbital i kofeinę). W roku 1996 podjęto decyzję o wycofaniu w Polsce preparatów zawierających fenacetynę, jednak jeszcze przez wiele lat były dostępne w handlu.
Na rynku europejskim w roku 2016 oferowany był np. węgierski preparat złożony Antineuralgica zawierający fenacetynę, aminofenazon i kofeinę. W Polsce dostępny wyłącznie w ramach importu docelowego.

## Analogi strukturalne
Paracetamol, bardzo zbliżony strukturalnie do fenacetyny (zamiast grupy etoksylowej −OEt, zawiera grupę hydroksylową −OH), jako związek znacznie bezpieczniejszy jest składnikiem wielu leków dopuszczonych do stosowania. Inny związek o zbliżonej strukturze, dulcyna, stosowany był jako sztuczny środek słodzący, jednak został wycofany po stwierdzeniu szkodliwości.

Porównanie budowy dulcyny, fenacetyny i paracetamolu
dulcyna
fenacetyna
paracetamol